# Crise hospitalière en France
Crise des urgences hospitalières / Crise de la pédiatrie hospitalière

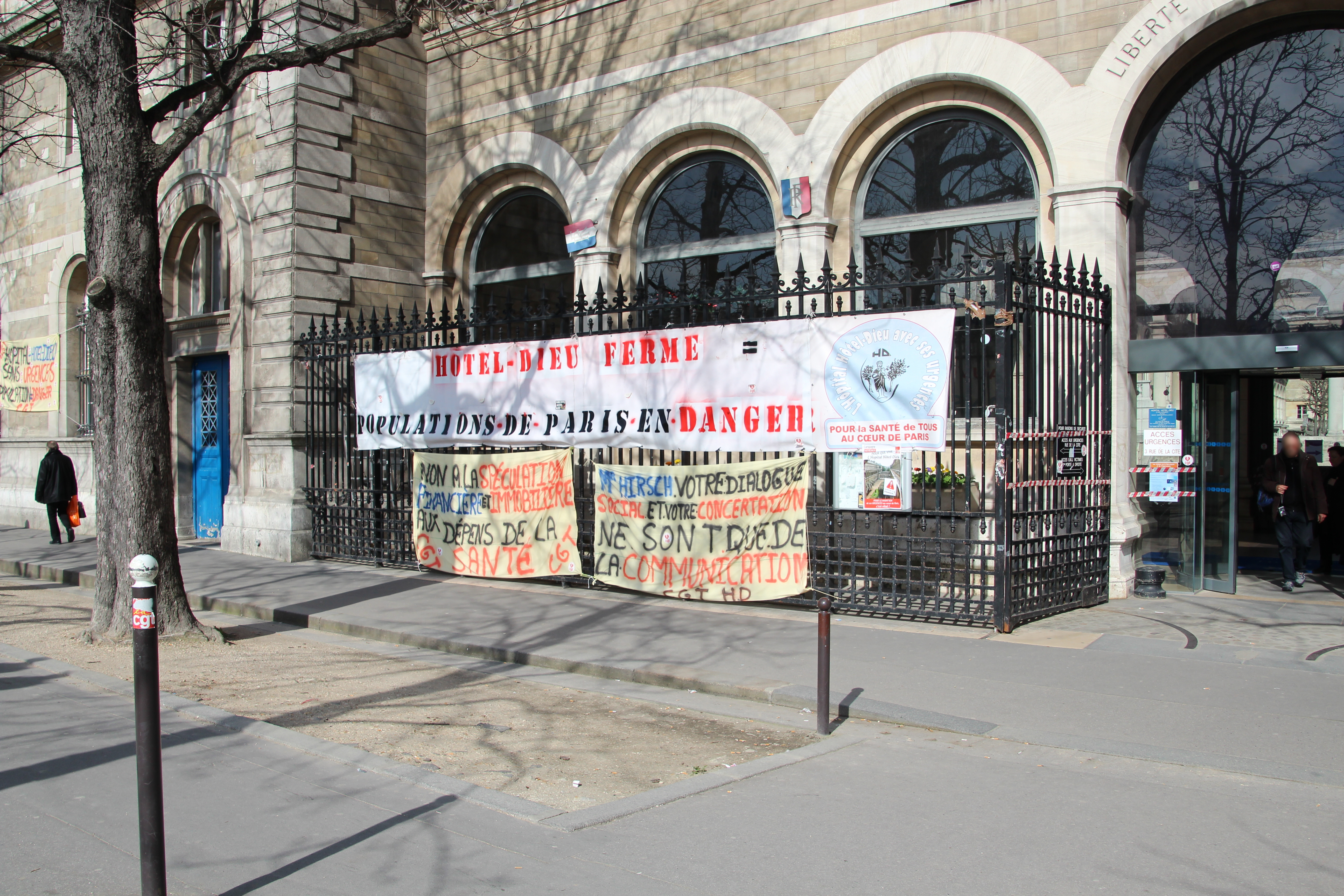
Banderole « Hôpital Dieu fermé, population en danger » à Paris en 2014

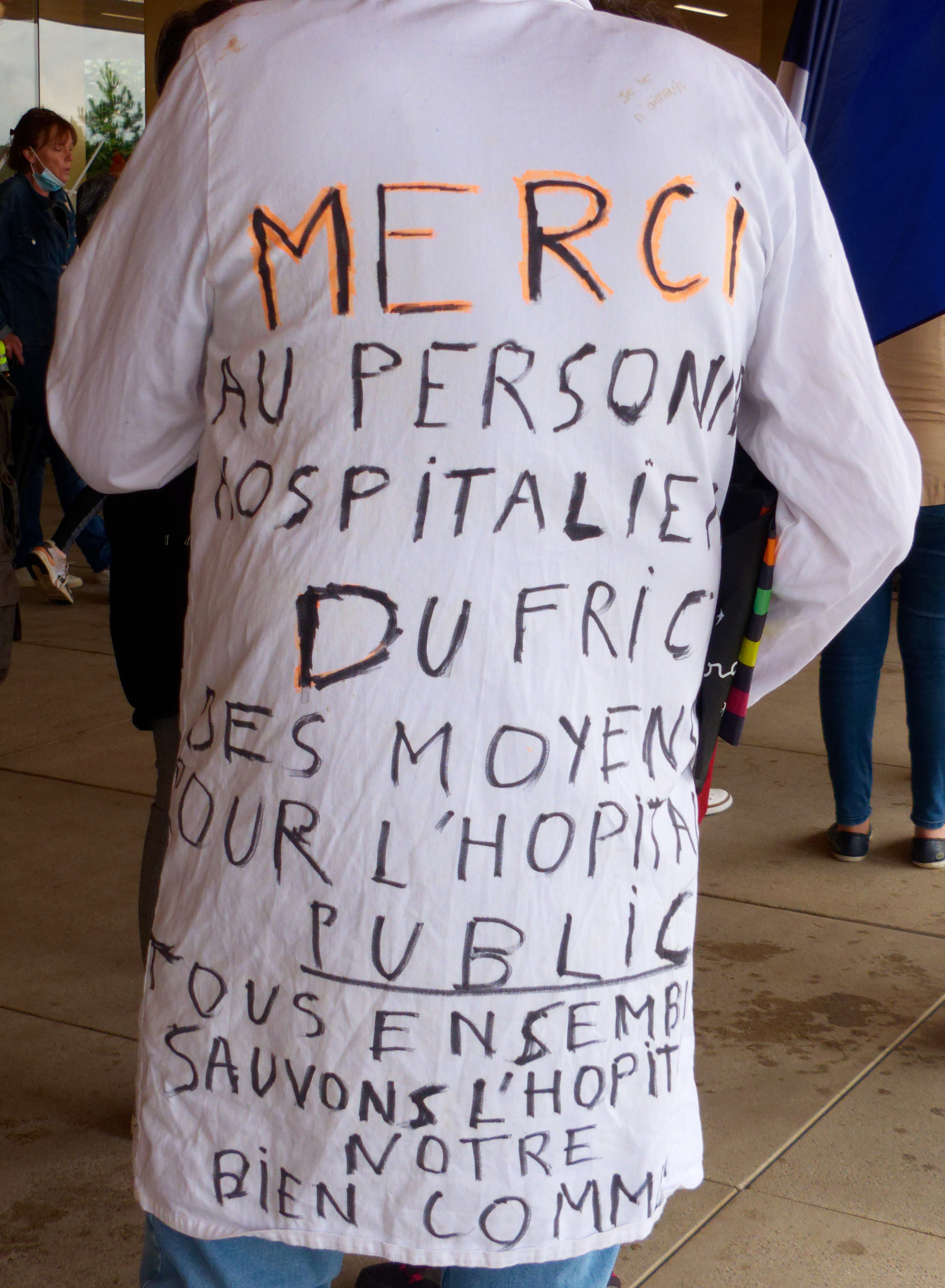
Manifestant hospitalier devant l'hôpital de Trévenans (05 août 2021).

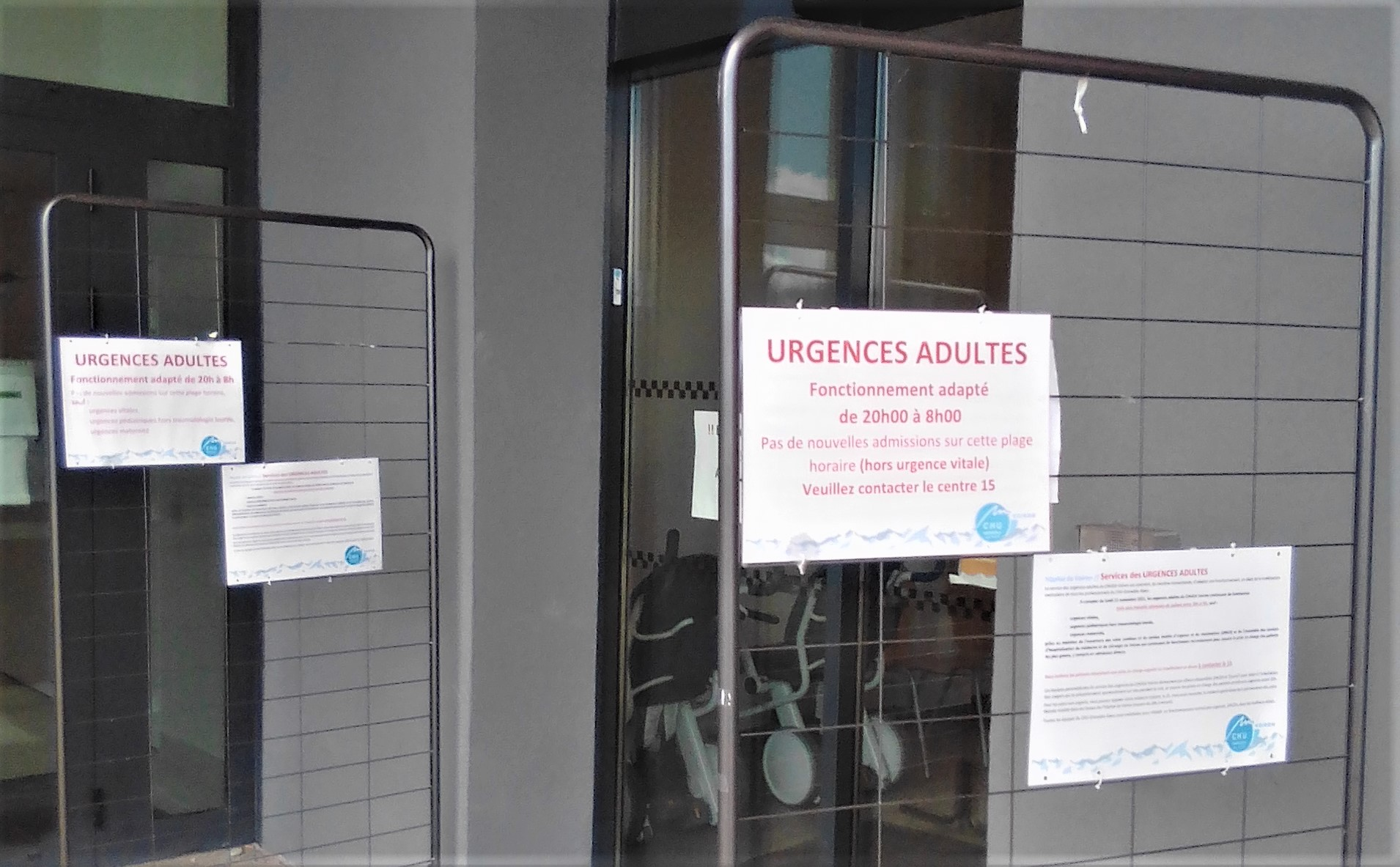
Affichage à l'entrée des urgences de l'hôpital de Voiron (Isère) indiquant un « fonctionnement adapté » c'est-à-dire une fermeture du service, hormis les urgences vitales entre et (juin 2022).

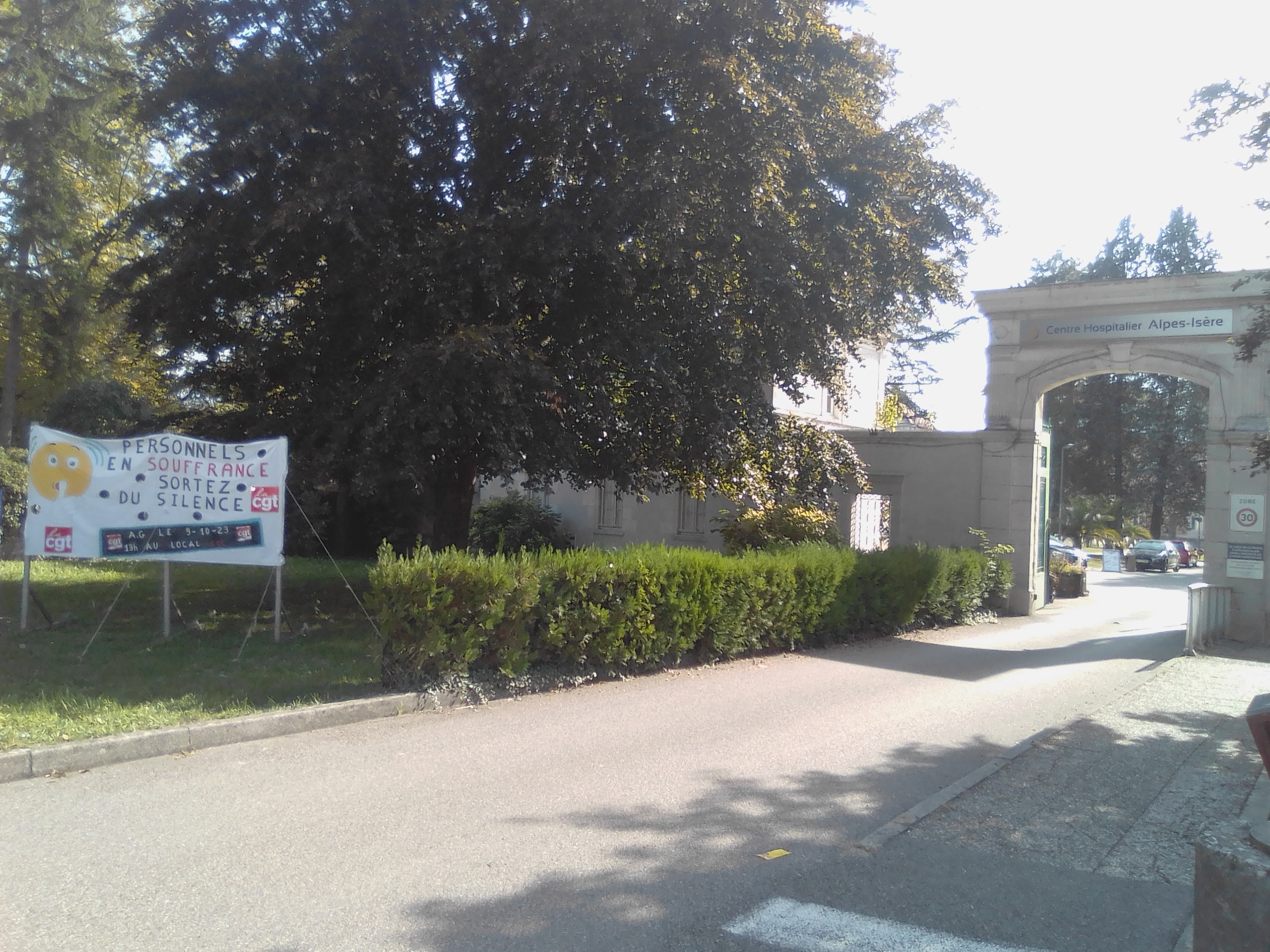
Banderole posée à l'entrée des urgences du CHAI de Saint-Égrève en octobre 2023.

La crise hospitalière en France, également dénommée « crise du système de santé français » par la Fédération hospitalière de France, est une crise politique, économique et sanitaire qui secoue la France (depuis les années 1970 ou les années 1980, selon les sources) et qui, selon cette association et d'autres structures syndicales ou politiques, montre des signes d'aggravation depuis le début de la pandémie de Covid-19 survenue dans ce pays au début de l'année 2020. Cet événement est également qualifié de « crise des urgences » par la presse, dont notamment le journal Le Monde qui qualifie le dysfonctionnement de nombreux services d'urgences comme un symptôme supplémentaire de la crise des hôpitaux. Entre la fin du mois d'octobre et le début du mois de novembre de cette même année, une crise de la pédiatrie hospitalière est également révélée par la presse.
Durant toute l'année 2022, des articles de presse, évoquant la fermeture d'un grand nombre de services d'urgences hospitalières d'hôpitaux publics français et des services pédiatriques, présentent un ensemble de faits, sans précédent, dans le pays, comme la preuve d'une crise majeure du système hospitalier. 
De nombreuses reformes se sont pourtant succédé durant les décennies précédentes dont la réforme de la tarification à l'activité (T2A) en 2004 qui s'inscrivait dans un désir politique d'améliorer le système de santé en instaurant une nouvelle forme de financement et de management mais qui n'empêchera pas la crise de s'amplifier.

## Contexte actuel
Le 31 mai 2022, la Fédération hospitalière de France (FHF), présidée par Frédéric Valletoux, publie sur son site un communiqué, indiquant que « Les hospitaliers demandent au gouvernement des mesures fortes et urgentes pour répondre à la crise du système de santé ». Ses représentants ont précisé avoir rencontré, ce même jour la ministre de la santé Brigitte Bourguignon et précisent alertée sur la « situation critique des hôpitaux publics, symptôme de la crise de l’ensemble du système de santé ». Durant l'entretien avec la ministre, le président de la fédération hospitalière précise que la quasi-totalité des établissements hospitaliers enregistre des difficultés pour recruter des infirmiers et des aide-soignants, que ce soit de manière permanente ou ponctuelle. Selon les estimations de cette même fédération, plus de trois millions de séjours hospitaliers n'ont pu être réalisés durant les années 2020 et 2021, en précisant qu'en 2022, « l'activité continue à diminuer à l'hôpital public ».
Selon les chiffres fournies par la DREES, au 31 décembre 2019, le secteur hospitalier français est constitué de 3 008 structures disposant de capacités d’accueil en hospitalisation complète (comptées en lits) ou partielle (donc sans nuitée, comptées en places). En 2019, le secteur hospitalier a pris en charge 11,7 millions de séjours en hospitalisation complète et 17,6 millions de journées en hospitalisation partielle (sans nuitée). À ces prises en charge s’ajoutent 14,2 millions de séances de chimiothérapie, radiothérapie et dialyse, en augmentation de 2,5 % par rapport à 2018 et de 19,3 % entre 2013 et 2019.
En 2020, selon des chiffres fournis par la FHF, le taux d’absentéisme dans les hôpitaux français se situait en moyenne entre 9,5 % et 11,5 %, contre un niveau entre 8,5 % et 10 % en 2019, avant la crise de la Covid-19, confirmant ainsi que la pandémie n'a fait qu'amplifier un phénomène déjà prégnant dans le milieu hospitalier puisqu'en 2019, le pays connaissait un taux d’absentéisme de 5,11 % en 2019 pour l'ensemble des branches professionnelles salariées.

## Historique

### Période 1980 - 2000
Selon un article de l'économiste de la santé Jean-Paul Domin, publiée en 2015, La période qui commence à la fin des années 1970 correspond à une nouvelle façon de penser l’hôpital en transposant le modèle néo-classique de l’entreprise aux structures publiques, entrainant une bureaucratisation plus intense, appuyé par l'autorité de tutelle qui analyse essentiellement le fonctionnement de l'hôpital par une analyse des coûts et une politique de rentabilité. Dans les années 1980, l'idée que les établissements hospitaliers doivent être gérés comme des entreprises commerciales en s’inspirant de méthodes managériales, cette logique étant largement défendue par Jean de Kervasdoué directeur des hôpitaux au ministère de la Santé de 1981 à 1986. 
Cet économiste de la santé lance en 1983 le programme de médicalisation des systèmes d'information (PMSI). Ce système n'est généralisé qu'à partir de 1995. C'est à partir de la mise en œuvre du PMSI que la tarification à l'activité est développée. Les réformes mises en œuvre à l'hôpital à partir de la fin des années 1990 s’inscrivent dans un référentiel clairement marqué par la nouvelle gestion publique (new public management), favorisant ainsi l’essor de la contractualisation en occultant les spécificités de l’hôpital public qui ne fonctionne pas uniquement selon un principe marchand

### Période 2000 - 2020

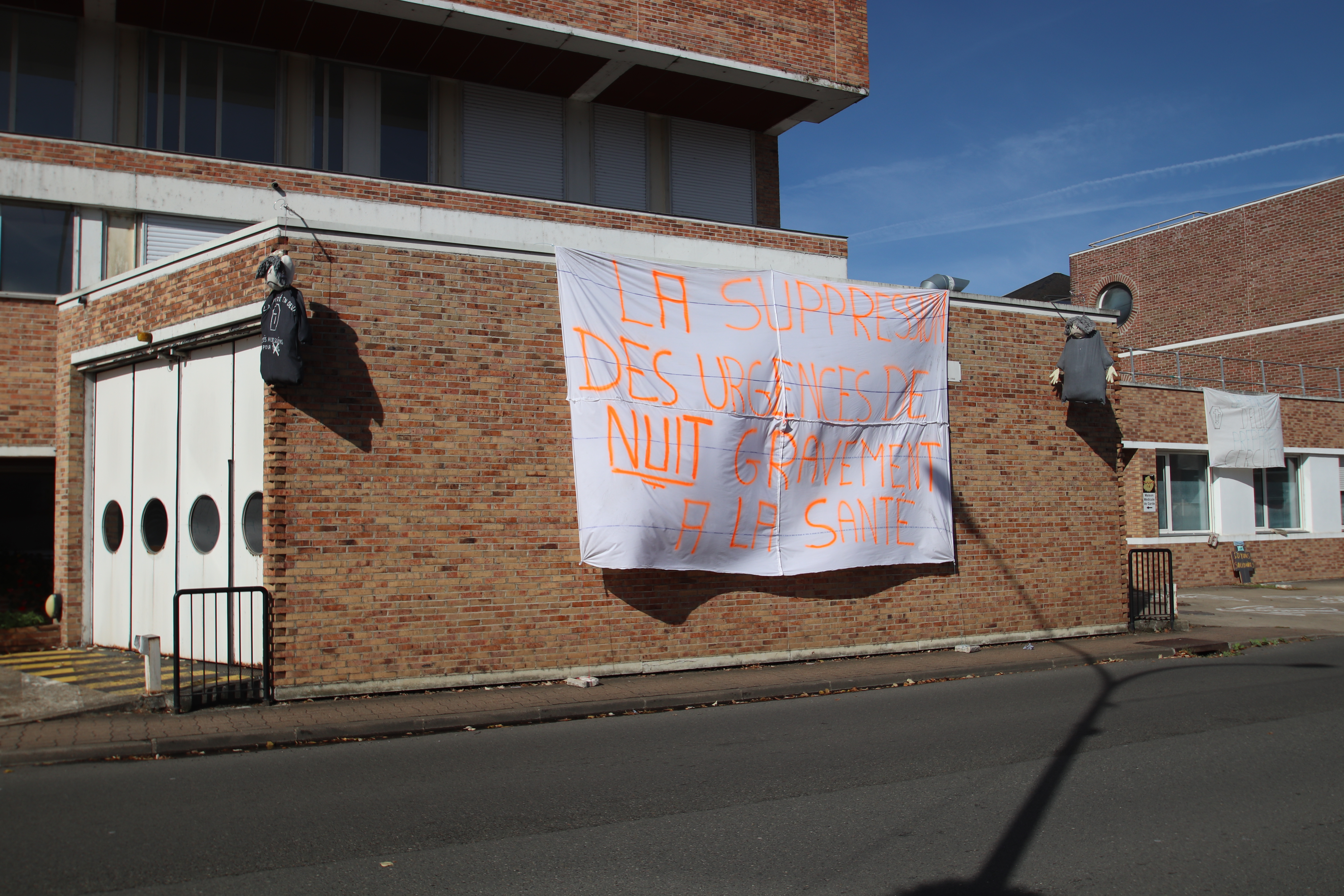
Protestations contre la fermeture des urgences à Saint-Calais (Sarthe) en 2018

À la suite de la mise en œuvre d'un nouveau mode de financement en 2004 et du plan Hôpital 2007, le 5 novembre 2008, les présidents de comités consultatifs médicaux (CCM) des hôpitaux de l'Assistance publique - Hôpitaux de Paris (AP-HP) adressent, à la ministre de la Santé une lettre ouverte intitulée Sauver l'hôpital public. Ils dénoncent des « restrictions budgétaires sans objectifs médicaux ni de santé publique clairement identifiés » et les « économies à très court terme et à tout prix », jugeant que la « qualité » et l'« accès aux soins pour tous » allaient « pâtir »  de cette réduction des dépenses.
Le 21 juillet 2009, la loi HPST, également dénommée « Loi Bachelot », du nom de la ministre de la santé du gouvernement François Fillon est promulguée. Elle renforce les compétences des directeurs des établissements publics hospitaliers en lui transférant l'essentiel des pouvoirs détenus auparavant par les conseils d'administration. Le texte supprime également le conseil exécutif et le remplace par un directoire qui conseille le directeur de l’établissement dans la gestion et la conduite de l’établissement. Les agences régionales de santé (ARS) sont créées le même jour.
Entre l'automne 2013 et l'hiver 2014, les sages-femmes, soutenues par plusieurs organisations syndicales et associations représentatives, lancent un mouvement de grève qui touchera près de 90 % des maternités de France, lequel s'essoufflera progressivement sans obtenir de réponse véritable à l'ensemble des revendications soutenues par l'ensemble de la corporation entraînant un certain ressentiment à l'égard des pouvoirs publics.
En janvier 2017, l’interne Sabrina Ali Benali, publie une vidéo sur son compte Facebook dans laquelle elle interpelle la ministre de la Santé Marisol Touraine, à la suite d'un communiqué de la ministre qui évoque un état d'urgence hospitalière dû à l'épidémie de grippe. L'interne rétorque que « C’est tous les jours l’état d’urgence à l’hôpital, Mme Touraine ». Elle publie l'année suivante un livre La révolte d'une interne où elle précise dans la quatrième de couverture « les immenses failles qui fissurent l’institution hospitalière ».

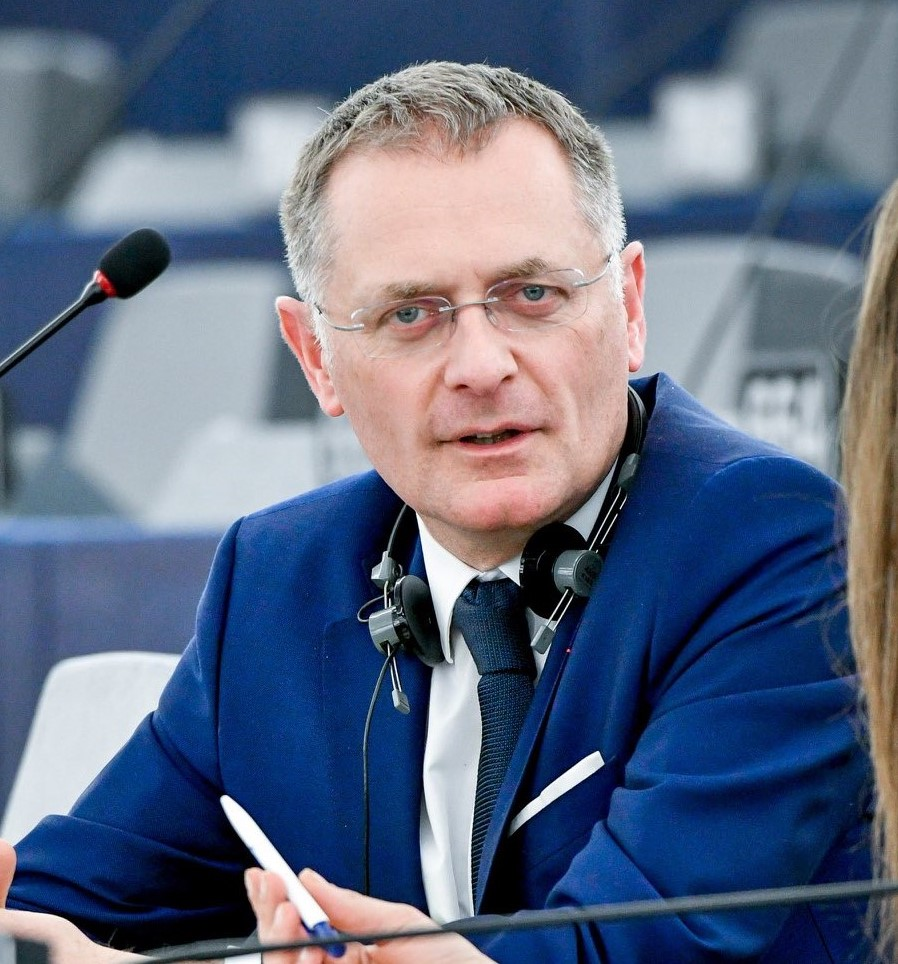
Philippe Juvin

En janvier 2018, le Pr Philippe Juvin, chef du service des urgences de l'hôpital européen Georges-Pompidou et membre du parti Les Républicains, précise dans un article publié sur le site du Figaro que l'épidémie de grippe de cet hiver a entraîné une nouvelle « submersion des services d'urgences ». Il ajoute que ces services sont de moins en moins capables de faire face à des situations de crise, pourtant prévisibles.
À l'occasion d'une question orale du sénateur Sébastien Meurant, publiée dans le Journal Officiel du Sénat du 4 novembre 2021, celui-ci précise que le 26 avril 2019, le Président de la République déclarait ne plus vouloir fermer d'hôpitaux sans l'accord des maires. mais toujours selon ce sénateur, membre, à l'époque, du groupe Les Républicains, l'année 2020, a enregistré 25 fermetures d'établissements et la suppression de plus de 5 700 lits. Ce fait est confirmé par Michèle Leflon, présidente de la Coordination nationale des comités de défense des hôpitaux et maternités de proximité (CNCDHMP), qui évoque dans une interview publiée dans La Gazette des communes, de nombreuses fermetures d'unités hospitalières, notamment dans des petites villes de province.
La réforme « Ma santé 2022, un engagement collectif »  concrétisée par l'adoption de la loi relative à l'organisation et à la transformation du système de santé en date du 24 juillet 2019 est lancée par la ministre de la santé Agnès Buzyn et qu'Emmanuel Macron qualifiera, moins d'un an plus tard, comme une « erreur de stratégie »
En octobre 2019, le ministère de la Santé français publie un communiqué qui précise que près de 4 200 lits d'hospitalisation complète ont été fermés l'année précédente dans l'ensemble des établissements de santé français, avec cependant la création de plus de 1 800 places d'hospitalisation partielle durant la même période, confirmant ainsi que la priorité a été donnée aux places d'hospitalisation de jour et à l'hospitalisation à domicile.

### Période 2020 - 2024
Le 14 janvier 2020, 1 000 chefs de service et de structures déclarent démissionner de leurs fonctions administratives, à l'appel du Collectif inter-hôpitaux (CIH). Ces professionnels de la santé demandent, dès lors, la tenue d’un « Grenelle de l’hôpital public » pour répondre à leurs préoccupations. Ils revendiquent une « revalorisation significative des salaires » ainsi qu'un arrêt de la politique de restrictions économiques à l'égard des hôpitaux. 

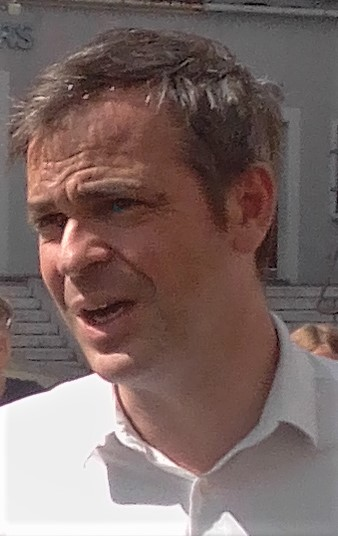
Olivier Véran

Les trois premiers cas de Covid-19 sont officiellement recensés quelques jours après cette décision collective des chefs de service, soit le 24 janvier 2020. La barre des 1 000 cas confirmés est franchie le dimanche 8 mars 2020, confirmant l'étendue de la pandémie dans ce pays. Le nombre des 1 000 morts en contexte hospitalier est dépassé le 24 mars. Selon  Odessa Dariel, Enseignante-Chercheure à l’Institut du Management Laboratoire Arènes (UMR 6051), spécialiste des soins et du Management en Santé, la pandémie de Covid n’a fait qu’exacerber en révélant de façon plus visible des problématiques qui existaient déjà durant les périodes précédentrs. Entre-temps, la ministre de la santé Agnès Buzyn démissionne le 16 février de la même année afin de présenter sa candicature à la mairie de Paris. Olivier Véran, praticien hospitalier, la remplace ce même jour.

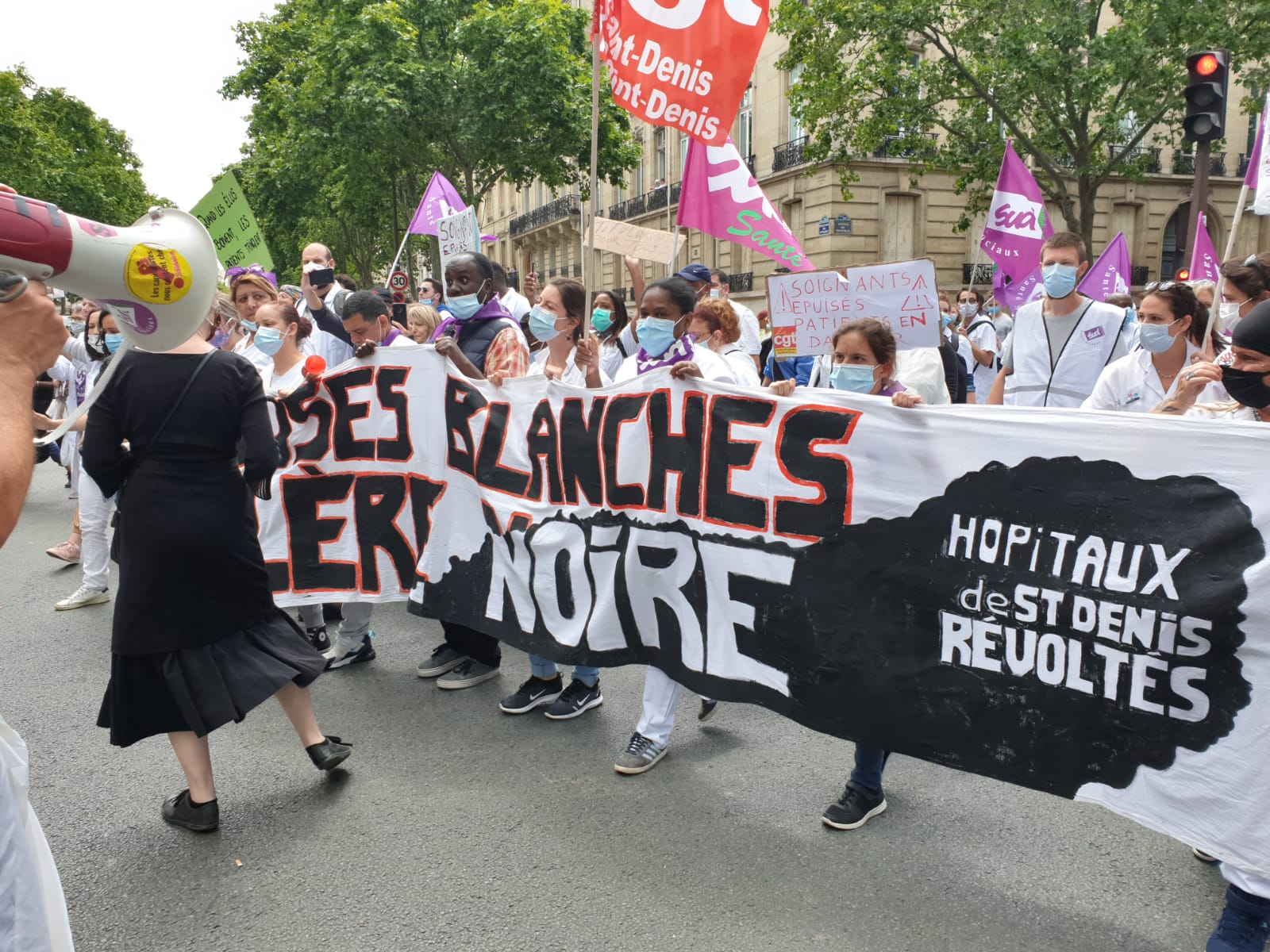
Manifestation pour « la santé, la sécu, le progrès social » du 16 juin 2020 à Paris

Le 25 mai 2020, une concertation destinée à améliorer les conditions de travail et les rémunérations des soignants, ainsi que la prise en charge des malades est organisée par Olivier Véran. Le 16 juin 2020, en pleine crise sanitaire liée à la pandémie, de nombreux soignants défilent à Paris pour la revalorisation de leur secteur et faire pression sur le gouvernement en pleine discussion avec les représentants syndicaux.
En juillet 2020, le gouvernement parvient à trouver un accord en ce qui concerne la revalorisation du traitement des personnels paramédicaux et non soignants puis à l'égard des internes et des externes hospitaliers. Le 21 juillet 2020, Nicole Notat et Olivier Véran présentent les conclusions du Ségur de la santé et les trente-trois mesures retenues pour réformer le système de santé français
En 2021, l'obligation vaccinale imposée aux personnels hospitaliers relance la colère de nombreux agents du service hospitalier, selon certains syndicats dont la CGT et SUD, qui défendent le fait qu'un vaccin doit relever du libre choix de la personne. Au mois de septembre de cette même année, une tribune signée par un collectif de médecins hospitaliers titre que « L’hôpital public va sortir essoré de la crise du Covid-19 », soulignant que le « Ségur de la santé » est considéré comme un échec par les syndicats et les collectifs de médecins.

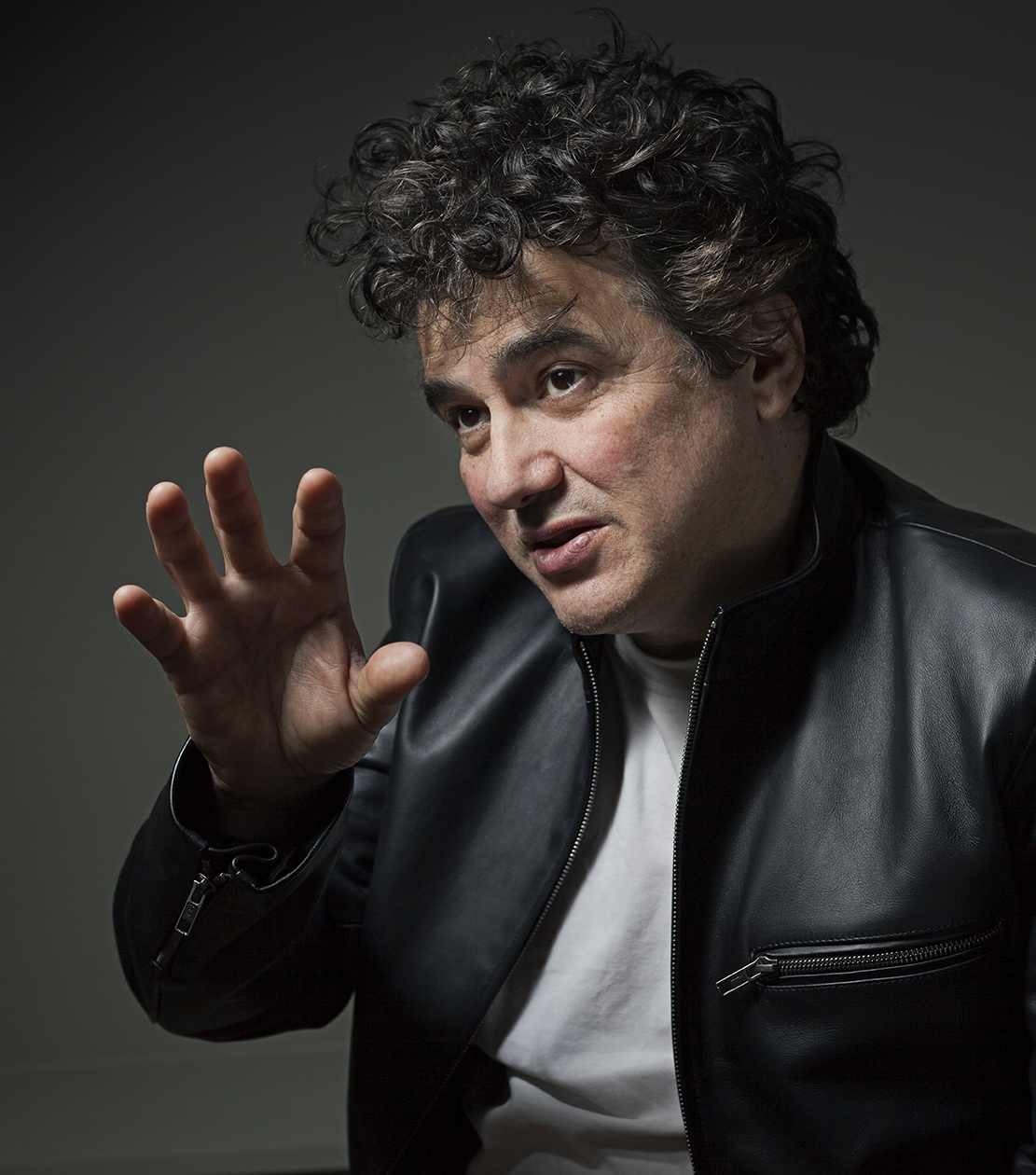
Patrick Pelloux

Dès le début de l'année 2022, de nombreux services d'urgences dans différentes régions françaises sont contraints de fermer en raison de nombreux arrêts maladie. Le Dr Patrick Pelloux, spécialiste de la médecine d'urgence, déclare dans Ouest-France :
« il y a un phénomène de "grand renoncement" avec des personnels qui sont totalement désabusés et qui n'adhèrent plus à l'idée collective et fédérative qu'est l'hôpital public. »
Dès la fin du mois de mai 2022, la ministre de la Santé Brigitte Bourguignon, organise des échanges bilatéraux avec les professionnels de santé qui appellent à agir sans attendre face à une catastrophe considérée comme imminente. Alors que 120 services d’urgences ont pris la décision de limiter leur activité, la ministre prend la décision de « réactiver le doublement de la rémunération des heures supplémentaires du personnel non médical, et du temps de travail additionnel des médecins, pour l’ensemble de la période estivale », ainsi qu'un « dispositif exceptionnel » pour que « les élèves infirmiers et aides-soignants ayant achevé leur formation initiale en juin et juillet (puissent) commencer à exercer immédiatement, sans attendre la remise officielle de leur diplôme ». Conjointement à ces décisions, le président de la République a chargé le Dr François Braun, chef des urgences du CHR de Metz et président de Samu - Urgences de France, d’une « mission flash » sur les « soins non programmés », dont les résultats non définitifs sont connus depuis le 30 juin 2022. Dans un article publié sur l'Express, en date du 20 juin 2022, Christèle Gras-Le Guen, présidente de la Société française de pédiatrie, compare la mission Flash à « une rustine sur un navire qui coule » et évoque le manque de moyens face à un afflux d'enfants de plus en plus important dans les structures d'urgences publiques. 
Selon un article publié par le même hebdomadaire, le 27 juin 2022, « les deux tiers des centres hospitaliers n'arrivent plus à fonctionner normalement, et... 99 % anticipent des difficultés d'ici à 2023 », insistant ainsi sur l'ampleur des menaces qui pèsent sur la qualité des soins destinés aux patients. L'article est illustré par une interview du Dr Thierry Godeau, président de la Conférence nationale de ces communautés médicales qui insiste sur cette crise considérée comme « sans précédent ».
Â la suite du remaniement ministériel du 4 juillet 2022, le Dr François Braun est nommé Ministre de la Santé et de la Prévention dans le gouvernement Élisabeth Borne, confirmant ainsi, de façon implicite, la validation de son rapport et des 41 mesures qu'il comporte,. François Braun sera remplacé dans cette fonction par Aurélien Rousseau, ancien directeur général de l'Agence régionale de santé d'Île-de-France au bout d'un an.
De nouvelles mesures financières évaluée à environ de 400 millions d'euros sont proposés le 2 novembre par le ministre de la Santé, François Braun, afin de venir en aide au secteur hospitalier et plus particulièrement aux services de pédiatrie hospitalière, en crise depuis plusieurs semaines et notamment liée à une épidémie de bronchiolite,.
Le 22 octobre, 4 000 soignants et des associations de patients, signent une lettre ouverte adressée à Emmanuel Macron pour « dénoncer des services de pédiatrie à l'hôpital saturés alors que une épidémie de bronchiolite ne fait que commencer ».
Dans une tribune publiée dans Le Monde le 2 novembre 2022, le collectif Inter-Hôpitaux s’indigne de la faiblesse des moyens annoncés pour le projet de loi de financement de la Sécurité sociale 2023 laquelle ne tient compte de l'importante inflation que subit la France, sous-entendant ainsi que les établissements hospitaliers doivent encore faire des économies, alors que se multiplient les appels à un sauvetage de la santé.
En 2023, la crise continue. Le 3 juillet, Plus de 50 % des médecins hospitaliers se déclarent grévistes, selon des sources syndicales. Les grévistes désirent ainsi dénoncer le manque d’attractivité de leur profession et souhaitent une revalorisation des gardes de nuit et de week-end. Ils réclament aussi l’aboutissement des négociations annoncées par le président Emmanuel Macron, qui avait déclaré, au début du mois de janvier de cette année, vouloir « ouvrir le chantier de la rémunération du travail de nuit » et de la « permanence » des soins. Lors de l'épisode caniculaire survenu en août 2023 en France, Marc Noizet, président de SAMU-Urgences de France, déclare sur Europe 1 que « la situation est plus grave que l’été dernier ». En septembre de la même année le député Damien Maudet (du groupe LFI), demande, conjointement avec une centaine de ses collègues députés de la NUPES, la création d’une commission d’enquête afin d’évaluer les pertes de chance pour les patients dues aux fermetures de services d’urgences et au manque de personnel. Le syndicat SAMU - Urgences de France estime de son côté que 150 personnes étaient décédées sur un brancard de « mort évitable » en décembre 2022. Proportionnellement cela pourrait représenter entre 1500 et 2000 décès sur des brancards pour toute une année, faute de prise en charge adéquate,.

En juillet 2024, de nombreux médecins alertent de nouveau sur les nombreuses difficultés que peuvent rencontrer de nombreux services d'urgences en France, une enquête publié sur le Monde indique que 54 services d’urgences français ont déclaré avoir dû fermer leurs portes au moins une fois dans les trois mois qui précèdent l’enquête (généralement durant les périodes nocturnes nuit). Près d’un quart de ces services ayant mettre en place un accès « régulé », avec des créneaux horaires réduits et une régulation filtrant l’accès aux urgences par l'intermédiaire d'un appel préalable au SAMU. Benjamin Delrue, secrétaire Force ouvrière Santé pour la région des Pays de la Loire dénonce la situation inquiétante des services d'urgence des hôpitaux, et annonce sur france info, le 14 aout:
« La situation ne s'améliore pas et il y a un certain nombre d'éléments qui nous font penser qu'elle va continuer à se détériorer si la politique de santé n'est pas bouleversée. »

## Conséquences

### Au niveau des patients
Marc Noizet, président de SAMU-Urgence France indique que durant la période du 1er au 31 décembre 2022, 31 personnes seraient mortes seules sur des brancards dans les couloirs des urgences hospitalières, ou parce qu'un SMUR  n'a pas pu être engagé assez rapidement. Pour SAMU-Urgence France, le système de santé n'est plus « sécuritaire » et devient même « dangereux ». 12 autres décès ont été comptabilisés pour le mois de janvier 2023 donnant ainsi un total de 43 décès inattendus de patients, durant deux mois de recensement du 1er décembre 2022 au 31 janvier 2023.

### Dans le domaine médical et paramédical

#### Dans le recrutement des médecins
Selon la FHF,  il n'existe plus un hôpital public en France où le recrutement de personnels n'entraine pas des « difficultés sérieuses ». Pour y parvenir, la fédération conseille une hausse des capacités de formation (+ 20 % pour les médecins et + 25 % pour les paramédicaux) ainsi qu'une meilleure attractivité des carrières médicales et paramédicales auprès des étudiants ou des personnels en début de carrière.

#### Dans le recrutement du personnel infirmier

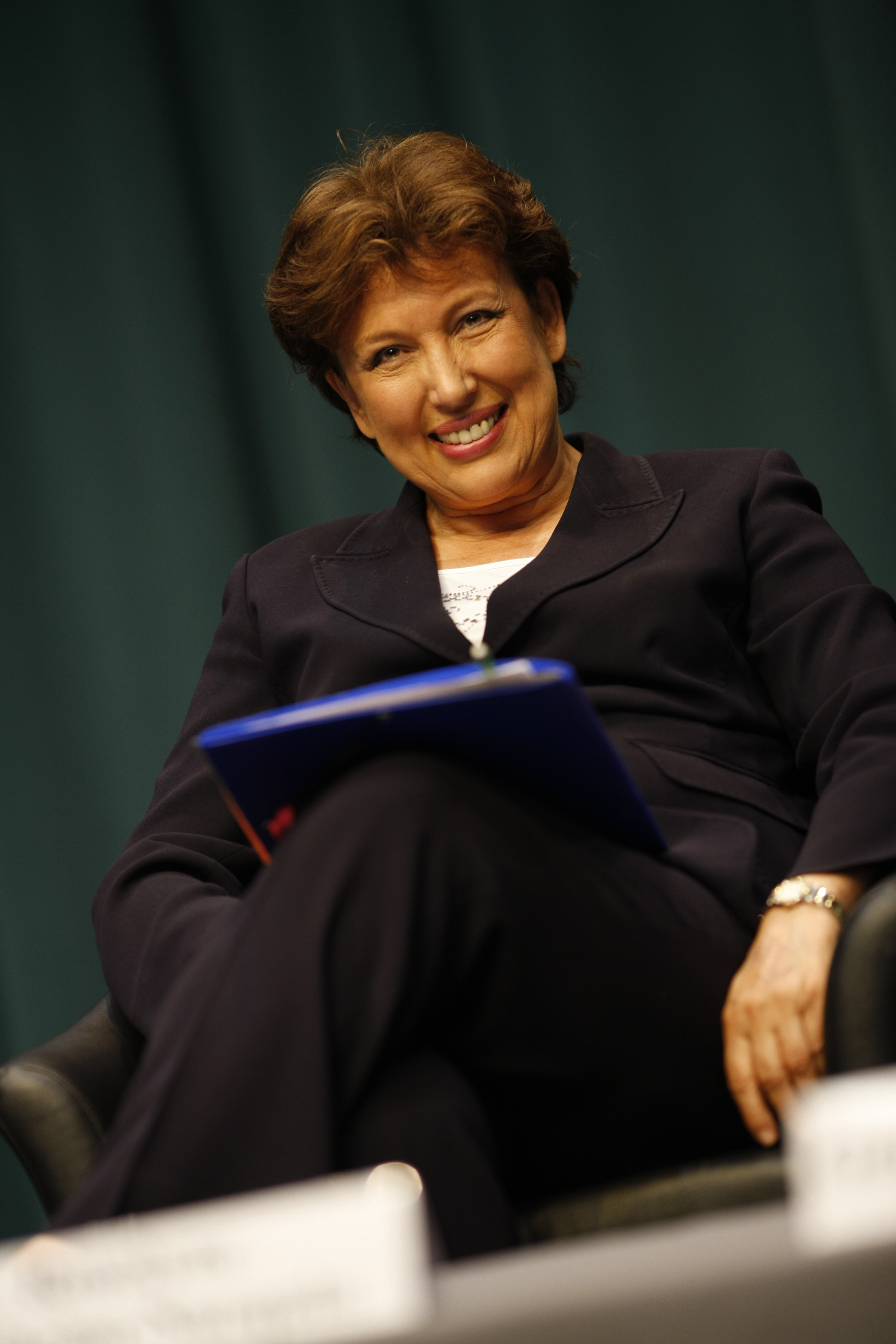
Roselyne Bachelot en 2009.

Dans de nombreux hôpitaux de France, le départ de personnel, les difficultés de recrutement entraînant des fermetures de lit, voire de services est très largement constaté. comme l'indique un syndicaliste à Laennec. Elles sont selon les organisations syndicales, liées au salaires jugés peu attractifs mais aussi à l'application du protocole Bachelot qui a divisé en deux catégories les professionnels paramédicaux relevant de la fonction publique hospitalière et entrainé de fortes disparités. 
Ce constat a poussé un collectif de trente-huit soignants à saisir la Cour européenne des droits de l’Homme (CEDH) en 2023 pour « discrimination ». Ce protocole, appliqué en 2021, avait déjà fait l'objet de critique en 2020, notamment en raison de la renonciation de la clause de pénibilité (retour au « droit commun » en intégrant la catégorie A)  lors d'une interview de l'ancienne ministre du gouvernement Fillon lors de l'émission Cash Investigation, présenté par la journaliste Élise Lucet.

#### Dans les interventions médicales
En août 2022, la direction du CHU de Dijon explique que les reports de l'opération de la jambe d'une patiente Claudette Bertauche, âgée de 77 ans, décédée durant l'attente de son intervention, serait liée à un manque évident" de personnel. Les enfants de cette femme ont pris la décision de porter cette affaire auprès de la justice et d'en informer les médias.
Selon le collectif, Action Patients, qui regroupe plus de trente associations de malades chroniques (dont des personnes atteintes de cancer, de mucoviscidose et d'insuffisants rénaux) laquelle a lancé une grande enquête en octobre 2022, près de la moitié (48 %) des patients a rencontré ces douze derniers mois des difficultés concrètes dans leur suivi médical. Cette situation affecte profondément la santé, physique (62%) et psychologique (81%) des patients victimes de la dégradation de leur prise en charge.
Le 16 novembre 2022, le centre hospitalier du Mans met en place le « plan blanc » qui confirme le déclenchement du plan Orsan par le ministre de la santé, pour cet établissement, afin de « faire face à une forte tension capacitaire ». En effet, la plus grande structure sanitaire de cette ville dont l'agglomération compte 220 948 habitants, ne peut plus faire face aux besoins d'hospitalisation en aval des urgences adulte. Cette décision correspond au constat que cet hôpital qui compte pourtant plus de 1 690 lits ne peut plus répondre de façon classique aux demandes d'hospitalisation, celui-ci étant saturé par l'afflux de malades en raison notamment des fermetures récurrentes des services d’urgences des autres hôpitaux sarthois,.

### Dans les structures médico-sociales
En novembre 2019, avant même l'amplification de la crise liée à la pandémie de Covid-19, l'UNIOPS considère que la crise de l'hôpital aura un impact sur tout le système de santé, notamment dans les structures sociales et médico-sociales (personnes âgées, jeunes pris en charge par l'ASE) et toucherait en premier les personnes en situation de précarité.
La crise hospitalière atteint de plein fouet les structures médico-sociales qui doivent faire face en 2022 à une crise présentée comme sans précédent par un article publié dans Ouest-France, qui prend l'exemple du département de Maine-et-Loire où des personnes handicapées (mentales et polyhandicapées) ainsi que leurs familles, également impliquées, sont confrontées à un manque de personnel mais aussi à un manque de places en établissement adapté (FAM et MAS), en soins et services médico éducatifs. Les listes d'attente dans ces établissements atteignent un total de 300 personnes pour l'ensemble des établissements selon l'Adapei locale. Les mêmes difficultés sont rapportées par la presse pour des établissements médico-sociaux (dont de nombreux EHPAD) situés dans le département du Finistère,, le département de la Loire-Atlantique, le département de la Somme et le département de l'Aveyron.
En outre, de nombreuses personnes handicapées, parmi les plus lourdement touchées par leurs handicaps, sont contraintes de subir un transfert vers les services d'urgences des hôpitaux publics, alors que ceux-ci subissent déjà de plein fouet une crise sans précédent entrainant une fermeture de nombreux lits.

## Causes évoquées

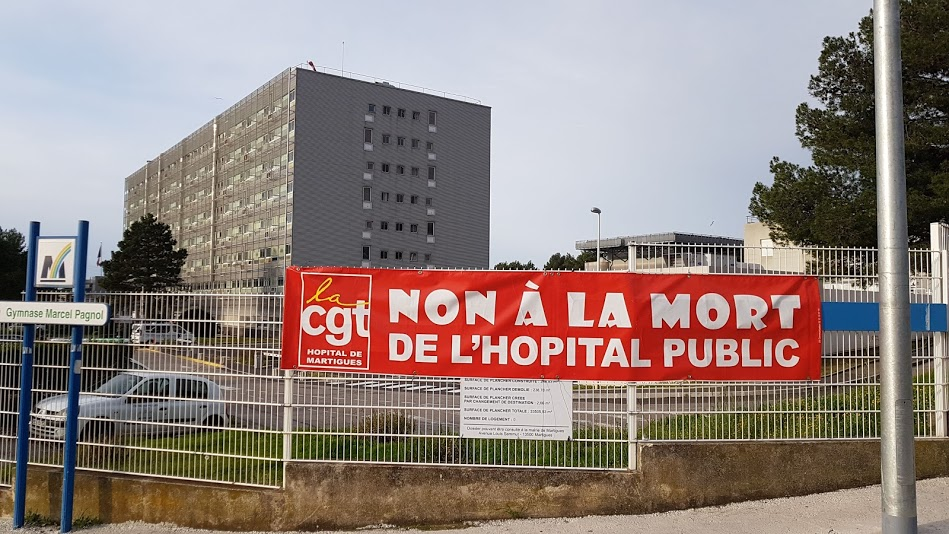
Banderole apposée devant le centre hospitalier de Martigues en janvier 2020.

En janvier 2013, un article publié dans Les Tribunes de la santé indique que le monde hospitalier public français est — à cette époque — entré dans une zone de grandes turbulences liées à la mise en place de réformes administratives visant à transformer l’hôpital en « entreprise », évaluée et financée sur sa « performance ». L'article indique qu'une crise identitaire du monde hospitalier, liée à cette vision technocratique, s'est mise en place.
Plus récemment, une enquête menée par la rédaction de France Info, publiée le 1er février 2022, évoque tout d'abord le système de financement des hôpitaux dénommé Tarification à l'activité, également connu sous le sigle T2A. Ce système obligerait les établissements publics de santé dans une logique de rentabilité en optimisant leurs dépenses dont le régulateur est l'objectif national de dépenses d'assurance maladie (ONDAM), liés aux lois de financement de la Sécurité sociale fixées par le Parlement. Durant ces dix dernières années, le montant fixé par l'ONDAM hospitalier est constamment revu à la baisse obligeant ainsi les hôpitaux à réaliser des économies afin de continuer à fonctionner. Cette apparente maitrise du budget assumée permet ainsi d'influer sur le fonctionnement des services. Ces économies demandées aux établissements sont de plus en plus importantes au fil des décennies les poussant ainsi à fermer des lits. Depuis 2000, plus de 80 000 lits d'hospitalisations dans le public ont été fermés, représentant ainsi une baisse de 25 % du nombre de l'ensemble des lits durant les deux décennies suivantes. Il existe cependant une exception : le nombre de lits de réanimation ou de soins intensifs, qui a augmenté d'un peu plus de 5 % entre 2013 et 2019.
L'enquête évoque également le salaire des professionnels médicaux et paramédicaux et précise qu'en comparaison avec les autres pays européens voisins de la France, les infirmiers hospitaliers français sont les plus mal payés. En parité de pouvoir d'achat, les chiffres de l'OCDE montrent qu'un infirmier gagne ainsi 20 % de plus au Royaume-Uni, 26 % de plus en Allemagne et même 40 % de plus en Belgique. En outre, malgré le Ségur de la santé, la France n'a toujours pas rattrapé son retard. Les bas salaires, associés à des conditions de travail difficiles ainsi qu'à un manque de reconnaissance, ont rendu les métiers hospitaliers peu attractifs et depuis quelques années, de nombreux infirmiers et aide soignants ont quitté l'hôpital public, lequel présente des difficultés pour recruter du nouveau personnel, une série de démissions amplifiée par la Pandémie de Covid-19.
La réforme des 35 heures en France, appliquée en 2002, a également été évoquée comme facteur aggravant de la crise, les amplitudes horaires des personnels médicaux et paramédicaux auraient, selon certaines sources, été mal organisées et, dès lors, entrainées un cumul de RTT très souvent irrécupérables et non payés en raison de leur importance, nouvelle raison d'insatisfaction des agents concernés, notamment à l'APHP, principale structure hospitalière de France.
Une dernière cause, généralement moins évoquée que les précédentes car plus interne aux structures hospitalières, est liée à l'organisation des relations hiérarchiques entre les directions de chaque établissement et leurs équipes de soins. Selon Étienne Minvielle, directeur de recherche au CNRS qui publie un article sur ce sujet en février 2022, « une hiérarchie exclusivement descendante alimente en effet une perte du sens des missions pour les soignants », celle-ci entraînant un sentiment de manque d'autonomie et une « ambiance délétère ».

## Solutions proposées
Interrogé par une journaliste de la chaine d'information BFMTV sur les moyens à mettre en place pour résoudre la crise de l’hôpital, le Pr Jean-François Delfraissy, ancien président du Conseil scientifique durant le début de la pandémie de Covid et président du Comité consultatif national d’éthique explique que « la réponse à la crise hospitalière va prendre du temps » et « il n’y a pas de solution miracle ».

### Assouplissement des contraintes budgétaires
En mars 2013, le  rapport Couty, signé par Édouard Couty, médiateur national et Claire Scotton, permettait de constater que les contraintes économiques et financières entrainaient une perte de confiance au sein du personnel et des usagers de l’hôpital public, ainsi qu’un sentiment de dégradation des conditions de travail et d’exercice. Ce rapport indiquait également que « le service public de l’hôpital doit s’inscrire dans un territoire sur lequel sont identifiées des missions de service public ».
En novembre 2019, à l'occasion d'un « plan de soutien » à l’hôpital, annoncé par le premier ministre Édouard Philippe, Lorenzo Lanteri, syndicaliste et spécialiste du droit social, précise que la solution de cette crise, qui a entraîné de nombreux arrêts maladies et la fuite d'un certain nombre de professionnels, ne pourrait  passer que par un assouplissement des contraintes budgétaires imposées par l’ONDAM, une relance de la politique d'investissement afin de moderniser certains hôpitaux et établissements médico-sociaux laissés à l'abandon, sans oublier une revalorisation du traitement de l'ensemble des personnels. En janvier 2018, le Pr André Grimaldi, considérait déjà que l’urgence absolue serait d'en finir avec « l'hôpital-entreprise » mis en déficit par une progression de l'ONDAM inférieure à la progression programmée des charges.
En mars 2002, le rapport Jomier, signé par les sénateurs Bernard Jomier (EELV) et Catherine Deroche (Les Républicains) et publié sur le site du Sénat, indique que le seul moyen de redonner du souffle à l’hôpital est de « lui laisser davantage de liberté et d’autonomie dans son organisation, en lui attribuant des moyens proportionnés aux défis de santé actuels et en redessinant sa place au sein du système de soins. ».

### Allègement de la gouvernance
Selon Le Quotidien du médecin, le secteur administratif pèse de façon évidence sur le budget de l'hôpital au détriment des secteurs médicaux et hospitaliers, essentiels au bon fonctionnement des établissements. Les chefs de service doivent moins dépendre des pôles administratifs (GHT, ARS, direction hospitalière) afin qu’ils puissent se consacrer prioritairement aux patients et à la formation de leurs étudiants.

### Refonte complète du système hospitalier français
Le 31 janvier 2020, peu de temps après l'appel du Collectif inter-hôpitaux (CIH) annonçant la démission de nombreux chefs de service, une réunion organisée par les Contrepoints de la Santé réunit de nombreux intervenants de la fonction publique hospitalière, dont le Pr Rémi Salomon, président de la Commission médicale d’Établissement de l’APHP. Jérôme Goemmine, directeur général du Groupe hospitalier de territoire (GHT) Cœur Grand Est indique qu'il faut mettre en place « un plan Marshall pour revaloriser les rémunérations des professionnels hospitaliers et améliorer les liens ville-hôpital ». Le retour des médecins et des soignants dans la gestion directoriale des hôpitaux est également évoqué. Un consensus des intervenants repose essentiellement sur une restructuration complète de tout le système de santé, appelant ainsi à un  certain « courage politique ».
Le Comité consultatif national d’éthique (CCNE) évoque, quant à lui, dans un communiqué, un plus grand respect du personnel soignant, évoquant même une prise en charge « éthique » de ce personnel qui travaille dans un « système trop hiérarchisé ».

### Réorganisations des services d'urgences

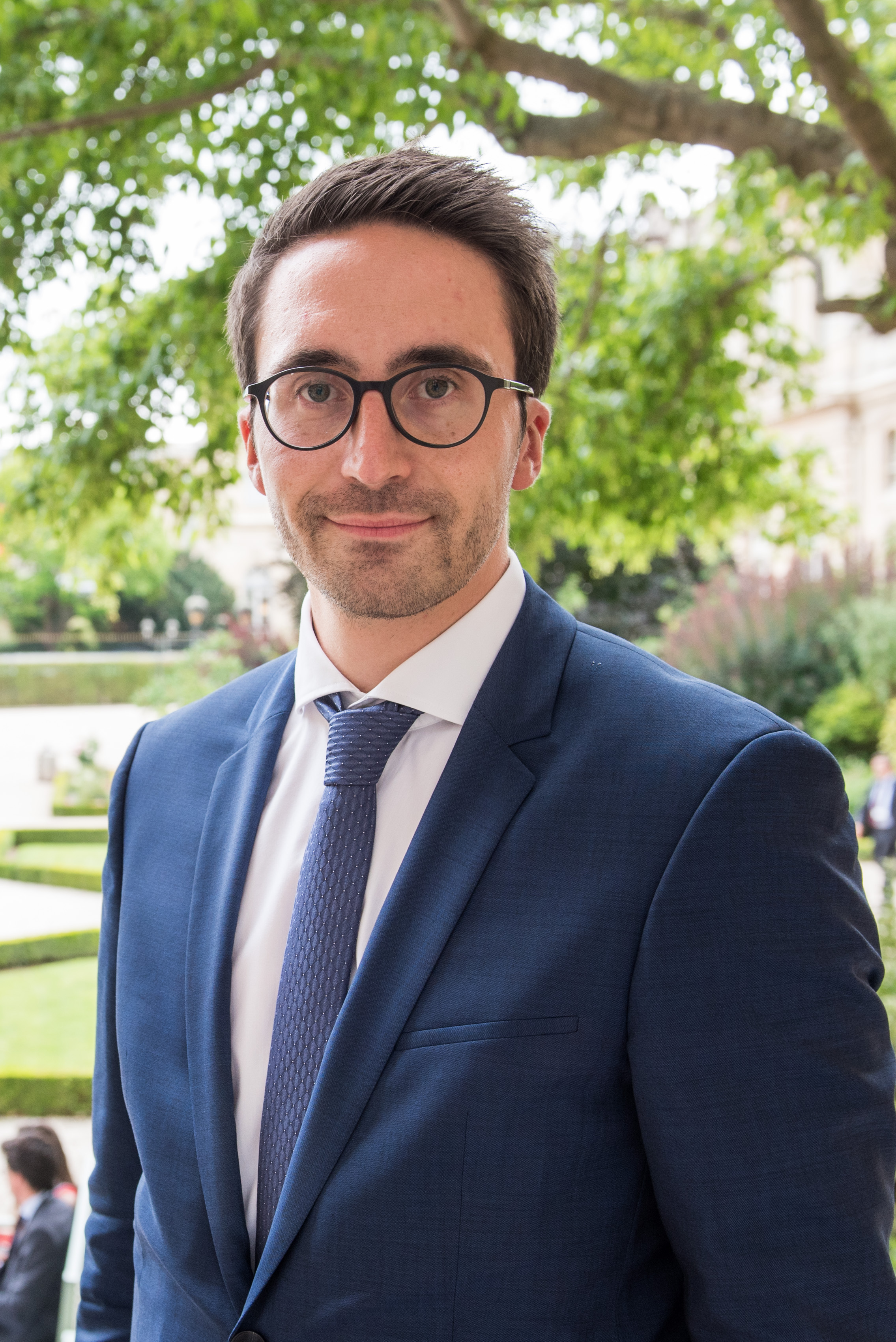
Le député Thomas Mesnier

En 2018, le rapport de l'urgentiste Thomas Mesnier, député de la Charente, recommande le développement de centres de soins non programmés (CSNP), des urgences reconverties en consultations de jour par des généralistes salariés de l'hôpital. Dans sa conclusion ce rapport préconisait également la mise en place de la télémédecine.

### Privatisations des hôpitaux publics
Dans une tribune publiée dans Le Figaro du 26 mai 2020, des anciens administrateurs de la FHF dont Claude Évin, ancien ministre de la Santé, Jean Léonetti, également ancien ministre, ainsi que Gérard Vincent, ancien inspecteur général des affaires sociales, Alain Milon, président de la commission des affaires sociales du Sénat, et les professeurs Antoine Brézin et Gilles Calais, plaident pour transformer les hôpitaux publics en établissements privés à but non lucratif avec « les mêmes missions et obligations de service public que celles qu’ils exercent aujourd’hui ».

### Concept d'hôpitaux magnétiques
Face à cette crise qui n'existe pas qu'en France mais également en Amérique du Nord, le centre des infirmières américaines diplômées1 (ANCC pour American Nurses Credentialing Center) propose un programme de reconnaissance de l'attractivité qui permet de distinguer des hôpitaux dits « magnétiques » reconnus pour conjuguer des résultats sanitaires performants et des conditions de travail jugées plus favorables par les soignants.
Ces hôpitaux magnétiques (terme créé en 1983), expriment une volonté de rendre l'hôpital plus attrayant pour les professionnels et les patients. L’expression d’hôpital « aimant » est utilisée au Québec.

### Reportages
- L'émission Enquête de santé, diffusée en prime-time sur France 5, le 26 novembre 2019 et présentée par Hélène Carrère d'Encausse présente le thème « Hôpitaux en crise, patients en danger ? », illustrée par deux reportages, réalisé par Ludivine Favrel, dans des services d'urgences hospitalières et durant lesquelles les équipes soignantes peuvent témoigner de leurs difficultés au niveau professionnel[77].
- [vidéo] : émission C'est en France : "Urgence à l'hôpital" Reportage sur France 24, le 14 juin 2019
- [vidéo] : Crise de l’hôpital public, débat avec le Dr Patrick Pelloux - RMC, le 27 mai 2020
- [vidéo] : Crise aux urgences : l’hôpital public est-il condamné à aller mal ? Reportage et débat sur  28 Minutes - ARTE, le 26 mai 2022
- [vidéo] : Interview du Dr Jeanne Fadlallah, médecin au service immunologie de l'hôpital Saint-Louis, Paris - France 24, le 30 mai 2022